# Peter Pitzele
Peter Pitzele (* 23. Juli 1941) ist durch die von ihm entwickelte Methode der Bibelarbeit, das Bibliolog, einem deutschen Publikum bekannt geworden. Auch eine der Entwicklungslinien des Bibliodramas geht auf ihn zurück.

## Leben
Pitzele wuchs in einer jüdischen, säkularen Familie in den USA auf. Er studierte an der Harvard University und promovierte in englischer Literaturwissenschaft. Er unterrichtete mehrere Jahre als Literaturdozent. Später machte er eine Ausbildung in Improvisationstheater. 17 Jahre lang war er Director of Psychodrama Services im Four Winds Hospital, Kantonah, New York. Die Psychodrama-Methode, die er im klinisch-psychiatrischen Umfeld einsetzte, wandte er schließlich auf biblische Stoffe an und gewann dadurch selbst einen Zugang zur jüdischen Tradition.
Pitzele unterrichtete am Jewish Theological Seminary und Union Theological Seminary.
Gemeinsam mit seiner Frau Susan entwickelte er eine Form des  Bibliodramas, einer Methode der Bibelarbeit, die er in jüdischen und christlichen Gemeinden in Amerika, Europa und Israel vermittelte und die heute als wichtige Form des modernen Midrasch angesehen wird.
Pitzele lebt in Bay Shore NY.

## Werke
- Our Fathers' Wells: A Personal Encounter with the Myths of Genesis, Harper Collins, San Francisco 1995
- Scripture Windows: Toward a Practice of Bibliodrama, Torah Aura, 1997
- Die Brunnen unserer Väter: Midraschim und Bibliologe über Bereschit – Genesis, Kohlhammer, Stuttgart 2012

| Personendaten    | Personendaten                              |
| ---------------- | ------------------------------------------ |
| NAME             | Pitzele, Peter                             |
| KURZBESCHREIBUNG | US-amerikanischer Literaturwissenschaftler |
| GEBURTSDATUM     | 23. Juli 1941                              |